# Avengers: Age of Ultron
Avengers: Age of Ultron er en amerikansk superheltefilm produceret af Marvel Studios og distribueret af Walt Disney Pictures, baseret på Marvel Comics superheltehold af samme navn.

## Medvirkende
- Robert Downey Jr. som Tony Stark / Iron Man
- Chris Evans som Steve Rogers / Captain America
- Chris Hemsworth som Thor Odinson
- James Spader som Ultron
- Samuel L. Jackson som Nick Fury
- Mark Ruffalo som Dr. Bruce Banner / Hulk
- Scarlett Johansson som Natasha Romanoff / Black Widow
- Jeremy Renner som Clint Barton / Hawkeye
- Aaron Taylor-Johnson som Pietro Maximoff / Quicksilver
- Elizabeth Olsen som Wanda Maximoff / Scarlet Witch
- Paul Bettany som J.A.R.V.I.S./Vision